# Bockstaler

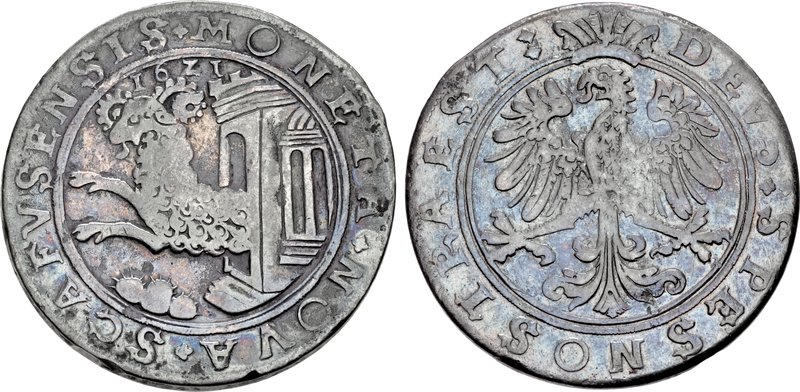
Bockstaler von 1621 mit einfachem Reichsadler (Silber; Durchmesser 40 mm; 27,99 g)

Bockstaler, auch Schaffhauser Taler genannt, ist die Bezeichnung für eine ab 1550 mit großen Unterbrechungen geprägte Talermünze der Stadt und des Kantons Schaffhausen in der Schweiz. Die Taler zeigen auf der Vorderseite das Wappenbild von Schaffhausen mit einem aus einem Tor eines Turms springenden Widder, den der Volksmund „Bock“ nannte. Auf der Rückseite ist entweder der einfache oder der doppelte Reichsadler aufgeprägt.

## Münzgeschichte
Das Vorderseitenbild des Bockstalers ist schon als Motiv auf mittelalterlichen Brakteaten Schaffhausens zu sehen. Diese Blechmünzen stammen aus dem 14. Jahrhundert und werden als vierzipflige Pfennige bezeichnet. Es ist wahrscheinlich einmalig, dass ein Brakteatenbild im Motiv auf einer Talermünze erscheint.
Die im 16. und 17. Jahrhundert geprägten Taler Schaffhausens stimmen nach Leodegar Coraggioni angeblich mit dem Reichsmünzfuss überein. Diese Übereinstimmung ist jedoch von Karl Christoph Schmieder schon vorher widerlegt worden. Der Reichsadler auf den Talern ist kein Zeichen für eine Prägung nach dem Reichsmünzfuss.
Nach Schmieder ist der Bockstaler eine

„thalerförmige Silbermünze des Cantons Schafhausen in der Schweiz, [die] sonst auch Schafhäuser Thaler genannt [wird]. Avers: Das Stadtwappen, ein Widder, der aus dem Hause springt. […] [Der Taler] galt um 1600 17 Batzen. Die von 1621–23 halten nach der Regensburger Probe […] 13 Loth 15 Grän im Korn […]. Im Jahr 1658 wurden sie nach dem Reichsmünzarchiv in Deutschland verboten.“

Um das Jahr 1600 galt demnach:
- 1 Bockstaler = 17 Batzen = 68 Kreuzer. (Der Batzen wurde Ende des 15. Jahrhunderts eingeführt und war eine groschenähnliche Silbermünze im Wert von zunächst 4 Kreuzer.)[7]

Der Bockstaler hat in dem von Schmieder genannten Zeitraum von 1621 bis 1623 demnach einen Feingehalt von 865 0⁄00. Nach dem Reichsmünzfuss hat ein Reichstaler jedoch ein Gewicht von 29,23 g und einen Feingehalt von 14 Lot 4 Grän (= 888,89 0⁄00). Die Übereinstimmung mit dem Reichsmünzfuss ist demnach nicht zutreffend. Das wird mit großer Wahrscheinlichkeit der Grund für das Verbot der Taler im Heiligen Römischen Reich gewesen sein.
Michael Lilienthal beschreibt das Münzbild mit dem Widder als «Schafbock, der aus dem Haus springt». Das erklärt Karl Christoph Schmieder ebenso und bemerkt dazu, dass es sich um das Stadtwappen von Schaffhausen handelt. «Schafbock und Haus» so Schmieder, sind das redende Wappen von Schafhausen.
Ein Redendes Wappen ist die heraldische Bezeichnung für ein Wappen, bei dem die Wappenfigur zugleich den Namen des Inhabers andeutet. Der Name des Inhabers ist hier die Stadt Schaffhausen. (Die alte Schreibweise für Schaffhausen ist Schafhausen, im einheimischen Dialekt u. a. Schafhuuse). Der Widder im Talerbild wurde nach dem redenden Wappen von Schaffhausen im Volksmund Bock genannt und der Taler Bockstaler.

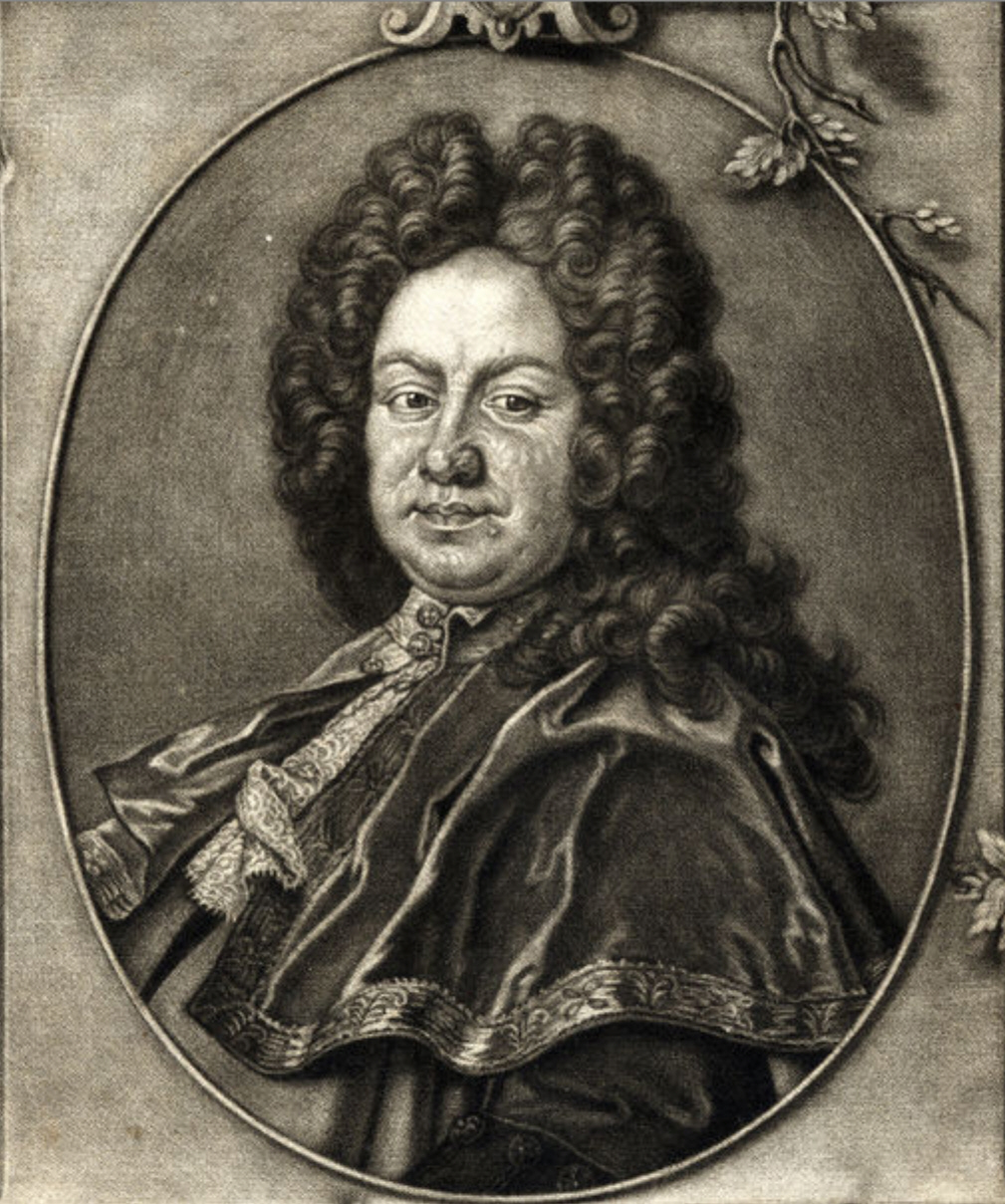
Johann David Köhler erklärte den Adler auf Münzen der Eidgenossenschaft.

Das Bild eines Adlers als Rückseitenbild von Talern der Schweizer Eidgenossenschaft erklärt Johann David Köhler damit,

„das sich damahls die löbliche Eidgenossenschafft noch nicht gäntzlich von dem Röm. Deutschen Reiche abgesondert gehabt, dahero auch die Städte Zürich, Zug, Bern, Solothorn und Schafhausen noch lange Zeit zum Zeichen der annoch von ihren erkannten Reichshoheit, den Reichsadler auf ihre Thaler haben prägen lassen.“

Als Zeichen dafür, dass sich die Alte Eidgenossenschaft noch nicht gänzlich vom Römisch-Deutschen Reich gelöst hatte, liess auch Schaffhausen auf seinen Talern den Reichsadler aufprägen. Im Westfälischen Frieden von 1648 wurde die staatsrechtliche Unabhängigkeit anerkannt. Dennoch wurde der Reichsadler noch einige Jahre danach als Rückseitenbild auf Talermünzen verwendet.

## Münzbeschreibung
Die Bockstaler wurden ab 1550 bis 1656 mit großen Unterbrechungen in der Münzstätte Schaffhausen geprägt. Der oben abgebildete silberne Bockstaler von 1621 stammt aus der Prägeperiode von 1620 bis 1624 und wurde ohne Münzmeisterzeichen geprägt. Von 1610 bis 1624 war Johann Ludwig Haas Münzmeister in Schaffhausen. Der Taler hat einen Durchmesser von 40 mm und wiegt 27,99 g.

### Vorderseite
Die Vorderseite zeigt das vorher genannte Münzbild, das dem Stadtwappen von Schaffhausen entspricht. Im Bild oben ist die Jahreszahl 1621 aufgeprägt, unten im Bild sind drei Steine zu sehen. Die Umschrift lautet MONETA • NOVA • SCAFVSENSIS, übersetzt: Neue Münze Schaffhausens.

### Rückseite
Die Rückseite zeigt einen nach links blickenden einfachen Reichsadler mit einer Krone, die sich teilweise im Schriftkreis befindet. Die Umschrift lautet DEVS • SPES  NOSTRA  EST, übersetzt: Gott ist unsere Hoffnung. Die Umschrift ist der Wahlspruch Schaffhausens. Die Devise ist auf kein bestimmtes Ereignis bezogen. Sie kommt auf Münzprägungen Schaffhausens von 1540 bis 1677 vor und ist auch auf örtlichen Bauwerken des 16. bis 18. Jahrhunderts vorhanden.
Der Bockstaler kommt auch mit Doppeladler vor.
Die Schaffhauser Pfennige mit dem Wappenbild der Bockstaler wurden Böcklipfennige genannt. Das Schaffhauser Vierbatzenstück (Örtli) bezeichnete man umgangssprachlich als Bock.

## Nachbildung
Es gibt Nachbildungen in Gold mit dem Münzbild des Bockstalers von 1573 mit einem Durchmesser von 21 mm und einem Gewicht von 5,00 g. Sie werden als Medaillen und «Nachprägung des 20. Jahrhunderts nach einem Schaffhauser Taler von 1573» bezeichnet. An einem aufgeprägten «M mit 900» auf der Vorderseite ist das Stück als Nachbildung erkennbar. Das Jahr der Nachbildung ist nicht angegeben und fehlt auch auf dem als Medaille bezeichneten Goldstück. Die winzige erhaben aufgebrachte Markierung kann leicht entfernt werden. Manipulationen an diesen Stücken sind daher nicht auszuschließen, die so zu Fälschungen werden. Das erhaben aufgeprägte Feingehaltszeichen bietet keine ausreichende Sicherheit gegen betrügerische Absichten.
Eine Nachbildung mit dem gleichen Münzbild gibt es auch in Talergröße als «Schaffhausen Taler 1573» (in Nickel?) mit einer erhabenen winzigen Markierung «1971».